# Logan Costa
Logan Evans Costa (nascut l'1 d'abril de 2001) és un futbolista professional que juga com a central al Vila-real CF. Nascut a França, juga per la selecció de Cap Verd.
Costa va néixer a Saint-Denis, Illa de França, en una família de Cap Verd.

## Carrera de club
Després d'haver començat a jugar a futbol a Argenteuil, Val-d'Oise, Costa es va incorporar a l'acadèmia juvenil de Reims el 2016.
Jugador suplent del Reims al Championnat Nacional 2 a partir de la temporada 2018-19, Costa va ser el capità de l'equip durant la campanya següent. Amb algunes aparicions amb el primer equip als partits de la Ligue 1, va ser cedit al Le Mans del Championnat National per a la temporada 2020-21.
Amb el Le Mans acabat de baixar de la Ligue 2, va ser un dels jugadors més destacats de l'equip, i una revelació del Championnat National, titular i jugant la totalitat de 26 partits, en què el club només es va perdre per poc els play-offs d'ascens.
Després d'aquest prometedor període de cessió, el Reims va oferir a Costa una pròrroga de contracte, però va optar per buscar més temps per jugar. Quan faltava un any de contracte, diversos clubs de França, Itàlia i Alemanya estaven interessats a fitxar-lo. Finalment va ser traslladat a Tolosa l'agost de 2021.
Costa va fer el seu debut com a professional amb el Tolosa de Llenguadoc el 13 de novembre de 2021, començant com a titular i jugant cada minut d'una victòria a la tanda de penals sobre l'FC Liborna a la Copa de França, en la qual va ajudar el seu equip a mantenir la porteria sense gols. Començant la temporada darrere de Rasmus Nicolaisen, Bafodé Diakité i Antoni Rouault, amb un equip que aspirava a l'ascens, Costa només va restar a la banqueta a la temporada 2021-22 a la Ligue 2. No obstant això, es va establir com a titular habitual a la Copa de França, fins i tot marcant el seu primer gol contra el Trélissac FC.
El 22 d'agost de 2024, Costa va fitxar pel club de la Lliga Vila-real CF amb un contracte de sis anys. Va debutar amb el club el 26 d'agost, entrant com a suplent en una victòria a la Lliga davant el Celta de Vigo. El 14 de setembre, va marcar el seu primer gol amb el Vila-real en una victòria per 2-1 contra el RCD Mallorca.

## Carrera internacional
Costa era internacional juvenil amb França, jugant amb les seleccions sub-16 i sub-17. També va ser seleccionat per als sub-19 i sub-20, sense jugar cap partit oficial en un període on la majoria d'ells van ser cancel·lats a causa de la pandèmia de la COVID-19.
El 16 de març de 2022 va rebre la seva primera convocatòria internacional per a la selecció de Cap Verd. Va debutar amb Cap Verd en una victòria amistosa per 2-0 contra Guadalupe. Més tard va ser convocat amb l'equip de Cap Verd per a la Copa d'Àfrica de Nacions 2023, on va jugar els cinc partits abans que fossin eliminats als quarts de final.

## Polèmica
El 14 de maig de 2023, Costa es va negar a participar en un partit de la Lliga 1 contra el Nantes perquè el partit formava part d'una campanya de tota la lliga contra l'homofòbia, amb jugadors que portaven samarretes amb decoracions temàtiques de l'arc de Sant Martí.

## Palmarès
Tolosa
- Lliga 2: 2021–22[31]
- Copa de França: 2022–23[32]